# Mars Geyser Hopper
El Mars Geyser Hopper (MGH) es una misión de referencia de diseño de la NASA para un concepto de nave espacial clase Discovery que investigaría los géiseres marcianos de dióxido de carbono de la primavera que se encuentran en las regiones alrededor del polo sur de Marte.

## Fondo
El programa Discovery se inició en la década de 1990 luego de las discusiones en la NASA para un nuevo programa, y ha logrado misiones como Genesis, Deep Impact y Kepler entre otras; Este es el programa en el que se diseñó esta misión, al menos inicialmente.
Hubo algunas especulaciones en 2012 de que la misión Geyser Hopper podría volar después del aterrizaje InSight.

## Instrumentación
Los instrumentos científicos incluyen cámaras estéreo (MastCam) para ver los eventos del géiser y un brazo robótico (de Phoenix) para cavar debajo de la superficie del suelo y recolectar muestras de suelo para el análisis químico en la tolva. Se incluyen un instrumento de detección y alcance de luz (LIDAR), una cámara de aterrizaje y un espectrómetro térmico para el análisis geológico remoto, así como la detección del clima.